# Dolnovážská niva
Dolnovážska niva je geomorfologický podcelek Podunajské pahorkatiny. Tvoří ji pás území mezi řekami Váh a Dudváh, mezi Novým Mestom nad Váhom a Sereďou. V povodí Dudváhu se rozkládá Dudvážska mokraď, jediná geomorfologická část území.

## Vymezení
Podcelek leží v západní části Podunajské pahorkatiny a sousedí na severu s Trenčianskou kotlinou a Bielokarpatským podhoriem (podcelky Považského podolia), západní okraj vymezuje Trnavská pahorkatina a jižním směrem se táhne Podunajská rovina. Na jihovýchodě pokračuje Podunajská pahorkatina Nitranskou pahorkatinou a východním směrem vytváří zřetelnou hranici Inovecké predhorie (podcelek Povážského Inovce). 

## Chráněná území
Na území Dolnovážskej nivy leží několik maloplošných chráněných území:
- Malé Vážky - chráněný areál
- Dedova jama - chráněný areál
- Sĺňava - chráněný areál
- Brehové porasty Dubovej - přírodní památka
- Obtočník Váhu - přírodní památka
- Pseudoterasa Váhu - přírodní památka
- Skalka při Beckove - přírodní památka [2]

## Osídlení
Území je středně hustě osídlené a leží zde města Nové Mesto nad Váhom, Piešťany, Hlohovec a Sereď. Zejména na blízkých terasách jsou archeologické naleziště pravěkých a raně středověkých osídlení včetně velkomoravských dvorců a hradišť.

## Doprava
Údolími řek vedou důležité komunikace a Pováží není výjimkou. Z jihozápadu vede podél Váhu důležitá mezinárodní cesta E 75 v trase dálnice D1 ( Bratislava - Trenčín - Žilina), v její blízkosti vede i silnice I / 61 ( Bratislava - Žilina) a železniční trať Bratislava - Žilina. Jižní částí území prochází rychlostní silnice R1 (Trnava - Nitra), v trase níž vede E 58.